# تشارلز بروكدين براون
تشارلز بروكدين براون (بالإنجليزية: Charles Brockden Brown) (17 يناير 1771 - 22 فبراير 1810). هو روائي ومؤرخ ومحرر أمريكي. صنف من قبل الباحثين كأكثر الروائيين الأمريكيين طموحاً وإنجازاً قبل جايمس كوبر.

## روابط خارجية
- تشارلز بروكدين براون على موقع الموسوعة البريطانية (الإنجليزية)
- تشارلز بروكدين براون على موقع إن إن دي بي (الإنجليزية)